# Aleksandar Đorđević
Aleksandar "Sasa" Đorđević er en serbisk basketballspiller, med fortid hos klubber i Polen og Serbien. fra 2007 til 2009 sæsonen spillede den 190 cm. høje point guard for Team FOG Næstved i Danmark.
| Basketballspiller | Spire Denne biografi om en basketballspiller er en spire som bør udbygges. Du er velkommen til at hjælpe Wikipedia ved at udvide den. |